# لشکر ۲ پیاده (ایالات متحده آمریکا)
لشکر ۲ پیاده (انگلیسی: 2nd Infantry Division) لشکر پیاده‌نظام زیرمجموعه نیروی زمینی ایالات متحده آمریکا و تحت امر ارتش هشتم است، که در سال ۱۹۱۷ تأسیس شد و هم‌اکنون وظیفه اصلی آن، دفاع از کره جنوبی، در مقابل یورش احتمالی کره شمالی به این کشور می‌باشد. ستاد فرماندهی لشکر ۲ پیاده در پایگاه شکاری لوئیس-مک‌کرود، ایالت واشینگتن قرار دارد و قرارگاه فرماندهی آن نیز در کره جنوبی مستقر می‌باشد.
از دهه ۱۹۶۰، مأموریت اصلی این لشکر دفاع پیشگیرانه از کره جنوبی در صورت حمله کره شمالی بوده است. تقریباً ۱۷۰۰۰ سرباز در لشکر دوم پیاده خدمت می‌کنند که ۱۰۰۰۰ نفر از آنها در کره جنوبی مستقر هستند و حدود ۳۵٪ از پرسنل نیروهای ایالات متحده در کره را تشکیل می‌دهند. این لشکر که به عنوان لشکر دوم پیاده و نیز لشکر ترکیبی کره جنوبی/ایالات متحده شناخته می‌شود و یگان‌های زیرمجموعه آن توسط تیم‌های رزمی تیپ‌های چرخشی از سایر لشکرهای نیروی زمینی ایالات متحده تقویت می‌شود.
لشکر دوم پیاده به عنوان تنها لشکر ارتش ایالات متحده که سربازان کره جنوبی را از طریق برنامه کاتوسا (تقویت کره به ارتش ایالات متحده) که در سال ۱۹۵۰ با توافق رئیس‌جمهور کره جنوبی، سینگمن ری، آغاز شد، در خود جای داده است، منحصر به فرد است. تا پایان جنگ کره، حدود ۲۷۰۰۰ کاتوسا در نیروهای ایالات متحده خدمت کرده بودند. تا ماه مه ۲۰۰۶، تقریباً ۱۱۰۰ سرباز کاتوسا به این لشکر اختصاص داده شده‌اند. بین سال‌های ۱۹۵۰ تا ۱۹۵۴، بیش از ۴۷۴۸ سرباز هلندی نیز در این لشکر خدمت کردند.